# アイオワ (BB-4)
|          | |
| 艦歴     | |
| 起工:    | 1893年8月5日 |
| 進水:    | 1896年3月28日 |
| 就役:    | 1897年6月16日 |
| 退役:    | 1919年3月31日 |
| その後:  | 標的艦として沈没 |
| 性能諸元 | |
| 排水量:  | 11,346 トン |
| 全長:    | 360 ft (109.73 m) |
| 全幅:    | 72.1 ft (21.98 m) |
| 吃水:    | 24 ft (7.32 m) |
| 最大速:  | 17 ノット |
| 乗員:    | 士官、兵員727名 |
| 兵装:    | 12インチ (30.5 cm)砲4門 8インチ (20.3 cm)砲8門 4インチ (10.2 cm)砲4門 6ポンド (57 mm)砲20門 1ポンド (37 mm)砲4門 14インチ (35.6 cm)魚雷発射管4門 |

アイオワ (USS Iowa, Battleship No. 4) は、アメリカ海軍の戦艦。29番目の州であるアイオワ州にちなんで命名された。アメリカ海軍最初の戦艦であるインディアナ級戦艦の欠点であった耐波性は改善されたが、速度に関してはほとんど向上していない。同型艦はなし。

## 艦歴
アイオワは1893年8月5日にペンシルベニア州フィラデルフィアのウィリアム・クランプ・アンド・サンズ社で起工、アイオワ州知事の娘、M・L・ドレークによって1896年3月28日に進水、ウィリアム・T・サンプソン艦長の指揮下1897年6月16日に就役する。
大西洋岸で整調航海の後、大西洋艦隊に配属。1898年、米西戦争でキューバ作戦に参加（サンチャゴ・デ・キューバ海戦）。1908年7月23日にフィラデルフィアで退役、1910年5月2日に再就役し第一次世界大戦では練習艦となっていた。
1919年4月30日にアイオワは「4号沿岸戦艦 Coast Battleship No. 4」と改名され、初の無線操縦標的艦として演習で使用された。1923年3月23日、パナマ湾で14インチ砲の一斉射撃によって沈没する。アイオワの退役は現在の船体分類番号が使用され始める1921年以前であったため、「BB-4」は使用されなかったが、現役時を通して「4号戦艦 Battleship no. 4」と呼ばれた。